# Municipio de Salt Creek (condado de Mitchell)
El municipio de Salt Creek (en inglés: Salt Creek Township) es un municipio ubicado en el condado de Mitchell en el estado estadounidense de Kansas. En el año 2010 tenía una población de 33 habitantes y una densidad poblacional de 0,35 personas por km².

## Geografía
El municipio de Salt Creek se encuentra ubicado en las coordenadas 39°15′45″N 98°5′54″O / 39.26250, -98.09833. Según la Oficina del Censo de los Estados Unidos, el municipio tiene una superficie total de 92.97 km², de la cual 92,75 km² corresponden a tierra firme y (0,23 %) 0,22 km² es agua.

## Demografía
Según el censo de 2010, había 33 personas residiendo en el municipio de Salt Creek. La densidad de población era de 0,35 hab./km². De los 33 habitantes, el municipio de Salt Creek estaba compuesto por el 87,88 % blancos, el 12,12 % eran de otras razas. Del total de la población el 12,12 % eran hispanos o latinos de cualquier raza.